# Tori et Lokita
Tori et Lokita  is een Belgische film uit 2022, geschreven en geregisseerd door de gebroeders Jean-Pierre en Luc Dardenne.

## Verhaal
De jongen Tori en het tienermeisje Lokita komen samen uit Afrika en ontdekken het moeilijke leven dat hen te wachten staat in hun land van ballingschap, België. Hun vriendschap stelt hen in staat de moeilijkheden te overwinnen.

## Rolverdeling
| Acteur              | Personage |
| ------------------- | --------- |
| Pablo Schils        | Tori      |
| Joely Mbundu        | Lokita    |
| Marc Zinga          |           |
| Claire Bodson       |           |
| Baptiste Sornin     |           |
| Charlotte De Bruyne |           |
| Tijmen Govaerts     |           |
| Nadège Ouedraogo    |           |

## Productie
Tori et Lokita ging op 25 mei 2022 in première in de officiële competitie van het Filmfestival van Cannes en werd onthaald met een minutenlange staande ovatie. De gebroeders Dardenne wonnen de Prix du 75e Festival de Cannes.

## Prijzen en nominaties
De belangrijkste:
| Jaar | Prijs                   | Categorie                      | Genomineerde(n)             | Uitslag     |
| ---- | ----------------------- | ------------------------------ | --------------------------- | ----------- |
| 2022 | Filmfestival van Cannes | Gouden Palm                    | Jean-Pierre en Luc Dardenne | Genomineerd |
| 2022 | Filmfestival van Cannes | Prix du 75e Festival de Cannes | Jean-Pierre en Luc Dardenne | Gewonnen    |